# Иов (мистерия)
Иов (итал. Job, una sacra rappresentazione) — додекафонная мистерия Луиджи Даллапикколы, написанная в 1950 году на основе ветхозаветной Книги Иова. В сочинении драматургически наиболее ярко воплотилась являющаяся неизбывным лейтмотивом всех сценических работ композитора идея противостояния человека тому, что его несравненно сильнее.

## Действующие лица
- Чтец — мужской голос
- Господь Бог — в частях 1 и 3: декламирующий хор; в части 6: поющий хор
- Сатана — в частях 1 и 3: декламирующий хор
- Иов — бас-баритон
- Четыре вестника — сопрано, контральто, баритон, тенор
- Вилдад Савхеянин — сопрано
- Елифаз Феманитянин — контральто
- Софар Наамитянин — тенор

Партии первых двух и четвёртого вестников и партии друзей Иова поручены одним и тем же исполнителям.

## Структура и либретто
Мистерия состоит из семи «картин»:
1. Иов 1:1: Был человек в земле Уц, имя его Иов… (чтец, голос Бога, голос сатаны)
2. Иов 1:13: Волы орали, и ослицы паслись подле них, как напали Савеяне… (четыре вестника, Иов)
3. Иов 2:1: И сказал Господь сатане: Откуда ты пришел? (чтец, голос Бога, голос сатаны)
4. Иов 2:7: И поразил сатана Иова проказою… (чтец, Иов, Елифаз, Вилдад, Софар)
5. Иов 21:7: О, если бы я был, как в прежние месяцы, как в те дни, когда Бог хранил меня… (Иов)
6. Иов: 38:1: Кто сей, омрачающий Провидение словами без смысла? (голос Бога, Иов)
7. Иов 42:10: И возвратил Господь потерю Иова… (чтец)

Структура сочинения достаточно точно воспроизводит последовательность событий Книги Иова. Перед написанием либретто композитор внимательно изучил 34 издания Книги на пяти языках. В связи с этим либретто не соответствует никакому из отдельно взятых переводов полностью, а достоверно реконструировать источники отдельных его строк затруднительно.

## История сочинения
Замысел работы стал созревать у композитора под сильнейшим впечатлением, произведённым на него танцем Харальда Кройцберга «Иов борется с Богом», увиденным им 13 июня 1949 года во флорентийском «Театро делла Пергола». Позднее, в марте 1950 года, от Гвидо Гатти, бывшего близким другом композитора, поступило предложение написать мистерию для постановки силами специализировавшегося на воскрешении старинных и содействии созданию современных сценических работ римского творческого объединения «Амфипарнас», одним из основателей которого был Гатти вместе с Альберто Савинио. Даллапиккола предельно серьёзно отнёсся к тому, что сочинение должно было быть именно мистерией (а не просто оперой или ораторией), уделив много времени подробному изучению Книги Иова во всех доступных ему редакциях и переводах, чему способствовала его супруга Лаура, работавшая библиотекарем. На более позднем этапе ещё одним источником вдохновения послужила монументальная скульптура «Ecce Homo» (1934-35) Джейкоба Эпстайна, которую ему довелось увидеть в лондонской мастерской скульптора летом 1950 года. Подаренная Эпстайном по просьбе Даллапикколы, увидевшего в скульптуре особый для себя знак, её фотография украшала рабочий стол композитора до конца его жизни.
Работа над сочинением велась в очень интенсивном режиме в течение трёх месяцев. Реконструированная её хронология предстаёт следующей:
- № 6, начало (Господь Бог отвечает Иову). Даты: конец июня — вторая половина июля 1950 года.
- № 5. Даты: вторая половина июля — вторая половина августа 1950 года. В начале был написан конец (Иов взывает к Богу), после — начало (монолог Иова).
- № 2. Даты: середина августа — первые числа сентября 1950 года.
- № 4 и № 3. Даты: первая половина сентября 1950 года. Сцена с «друзьями Иова» писалась параллельно со вторым диалогом Бога и сатаны.
- № 6, окончание (покаяние Иова). Даты: середина сентября 1950 года.
- № 7. Даты: вторая половина сентября 1950 года.
- № 1. Даты: конец сентября 1950 года.

Всё сочинение в клавире было официально завершено к 13 сентября (хотя крайние части существовали ещё лишь в черновиках). В своём письме музыковеду Массимо Миле Даллапиккола сообщает, что в августе работал еженощно до четырёх часов утра. 16 сентября композитор приступил к работе над партитурой (параллельно с завершением недописанных частей), законченной 9 октября 1950 года. Завершение сочинения, однако, было приурочено к более ранней дате: 13 сентября (день рождения Шёнберга).

## Состав
Сочинение написано для чтеца, солистов, хора, симфонического оркестра, а также находящихся за сценой органа, двух валторн, двух труб «до» и тромбона.

## О технике и языке сочинения
«Иов» стал первым сочинением Даллапикколы крупной формы, которое было полностью выведено из одной серии [2379b14068a5] и в смысле задействования серийной техники является значительным шагом вперед по сравнению с предыдущей сценической работой композитора, «Узником». Сам композитор также указывал на то, что в сцене «друзей Иова» серия трансформируется одним из способов, задействованных ещё Бергом в «Лулу», в результате чего приобретает вид [2078a54369b1].
В «Иове» композитором была решена интересная задача интегрирования в ткань додекафонного сочинения порученного пяти находящимся за сценой медным духовым католического гимна «Te Deum laudamus» в кульминационной шестой части, где Господь отвечает Иову из бури (интересно сопоставить это с вкраплением «Dies irae» в «Песни заточения» десятилетием раньше). Как и в «Моисее и Аароне» Шёнберга, глас Божий передаётся посредством хора. При этом нужно заметить, что на момент сочинения «Иова» с оперой Шёнберга Даллапиккола знаком не был (её премьера состоялась лишь в 1954 году), а шёл, скорее, от хоров оратории «Тиль Клаас» Фогеля и кантаты «Смерть тирана» Мийо. При этом Даллапиккола в целях разграничения в сознании слушателя голоса Господа, отвечающего из бури, и спора Господа и сатаны, прибегнул к следующему приему: в споре и Бог, и сатана представлены каждый декламирующим хором, находящимся в противоположной относительно другого хора конце сцены; в кульминации же используется уже не декламирующий, а поющий хор.
В поисках насколько это возможно аутентичности своей музыки по отношению к тексту Даллапиккола исходил зачастую из буквального переноса в музыку слов Священного Писания. В частности, повторяющиеся в первой главе «Книги Иова» слова «Ещё он говорил, как приходит другой и сказывает», дали ему основание трактовать реплики вестников как вокальный квартет (аналогичная логика обусловила форму сцены с так называемыми «друзьями Иова»). Важная роль, созвучная той, что выполнялась предводителем хора в античной трагедии, отведена чтецу, усиливающему связность между отдельными картинами, а также выполняющему роль вводящего в действо и его завершающего. Дитрих Кемпер видит в этом продолжение традиции, идущей от «Царя Давида» Онеггера к «Уцелевшему из Варшавы» Шёнберга.
Одно из наиболее вдохновенных мест всего произведения приходится на слова Иова «наг я вышел из чрева матери моей, наг и возвращусь» (Иов 1:21): этому отчасти способствует контраст, возникающий между предваряющим их жёстким додекафонным материалом и ясно различаемой в них аллюзией на модальность, заложенную в саму серию, в которой можно обнаружить фрагменты гаммы «тон-полутон».
Как и во многих других произведениях Даллапикколы, в партитуре «Иова» множество скрытой символики, цитат и аллюзий, зачастую ироничных. В этом смысле одним из наиболее известных мест является текст, приходящийся на слова Иова «Почему беззаконные живут, достигают старости, да и силами крепки?» (часть 5, начиная с т. 30, указание в партитуре: «подчёркивая; словно цитата»), и являющийся сплавом цитат из популярного в Италии в те годы «Концерта альбатроса» Гедини и «Псалма IX» Петрасси: контекст, объясняющий смысл этой остроумной «эпиграммы», таков, что в 1948 году жюри конкурса композиторов, возглавляемое Петрасси, отклонило «Греческую лирику» Даллапикколы как нарушающую регламент (требовалось представить одну работу: цикл Даллапикколы был признан тремя разными сочинениями), присудив при этом первый приз Гедини за несколько отдельных сочинений разных лет, что композитора задело своей несправедливостью.

## Место в творчестве композитора
Написанная незадолго до «Иова» опера «Узник» завершается вопросом «Свобода?». В этом смысле «Иов» служит своего рода предварительным ответом на вопрос, который окончательно был разрешён только в «Улиссе». К Книге Иова композитор, кроме того, вернулся в одной из своих последних работ, Sicut umbra…, название и постскриптум к которой цитируют Книгу Иова (Иов 8:9).

## Посвящение
Сочинение посвящено Клелии и Гвидо Гатти. Символическая дата окончания «Иова», указанная на последней странице партитуры (13 сентября 1950 года), совпадает с днём рождения Арнольда Шёнберга, что делает сочинение также ещё одним оммажем «отцу додекафонии».

## Публикация
Сочинение было опубликовано издательством «Suvini Zerboni» в следующих вариантах: партитура в уменьшенном формате с текстом на итальянском, английском и немецком (n. 4699, 1951); партитура (факсимиле, n. 6612, 1951); клавир, выполненный Пьетро Скарпини (n. 4765, 1952); либретто (n. 4765/l, 1952).

## Первые исполнения и сценическая судьба
Мировая премьера состоялась 30 октября 1950 года в Риме и была организована творческим объединением «Амфипарнас» совместно с Итальянским радио в «Театро Элизео». Дирижировал Фернандо Превитали. Сценография: Феличе Казорати. Режиссёр-постановщик Алессандро Ферсен. Партию Иова исполнил Шипионе Коломбо. Магда Ласло пела партию Елифаза и первого вестника. Премьера, к сожалению, была омрачена «забастовкой» певцов, особенно самого «Иова» (он отказался петь на генеральной репетиции), которым «Амфипарнас» не оплатил своевременно их услуги в предшествовавших «Иову» постановках. Вспоминая римскую премьеру, начавшуюся с полуторачасовым опозданием из-за массированной атаки пытавшихся сорвать концерт певцов во главе со страдавшей ожирением дивой, Даллапиккола не без иронии писал, что он сам «Иова» по сути дела не слышал, будучи поглощённый тем, чтобы, держа закрытой дверь за сценой, приглушить слишком бурное выяснение финансовых отношений, мешавшее исполнению его музыки.
Лишь спустя восемь лет удалось осуществить в Италию полноценную постановку произведения на Флорентийском музыкальном мае 1958 года (вновь под управлением Превитали; режиссёром выступил Аурель Миллош, хореограф «Марсия»), восторженно воспринятую слушателем и критикой. Несмотря на успех, следующая итальянская постановка мистерии состоялась лишь в 1969 году в римском театре Сан-Карло.
Первое исполнение в Германии, осуществлённое на Международных летних курсах новой музыки в Дармштадте, оказалось настолько неудачным, что на «реанимацию» сочинения в стране понадобилось несколько лет, зато впоследствии с большим успехом в Муниципальном театре Вупперталя ставилась в рамках одного концерта «трилогия», образованная «Ночным полётом», «Марсием» и «Иовом». Весной 1951 года Лукас Фосс навестил Даллапикколу во Флоренции с целью обсуждения возможности постановки «Иова» в Тэнглвуде, однако проекту не суждено было воплотиться из-за нехватки времени на подготовку (исполнение планировалось на лето 1951 года).
В целом, сценическая судьба «Иова» достаточно неблагополучна, и в последние десятилетия мистерия исполняется крайне редко, один-два раза в десять лет.

## Записи
- 1964, концертная запись исполнения мистерии в театре «Ла Фениче» (Венеция) 8 сентября 1964 года; хор и оркестр театра «Ла Фениче» под управлением Германа Шерхена; Иов — Раффаэль Ариэ, Елифаз — Магда Ласло; запись была издана в 1990 году лейблом Stradivarius, Str 10043.

Также существуют бутлеги концертных записей, а также несколько записей, сделанных в 1955-66 гг. и доступных для изучения в Архиве Даллапикколы во Флоренции.